# 不可逆反応

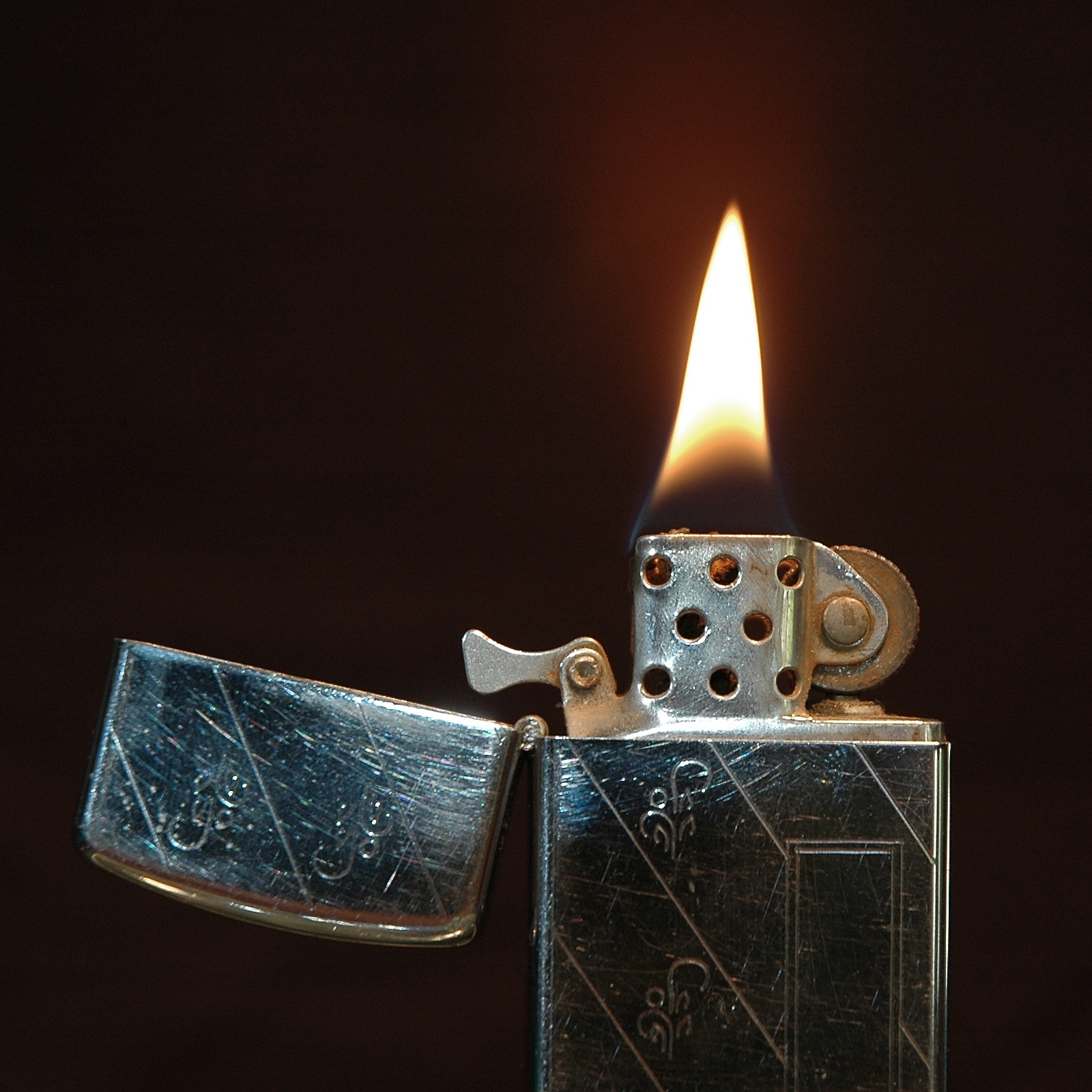
燃焼が不可逆反応の一例。燃えてしまった紙等は元には戻らない

不可逆反応（ふかぎゃくはんのう、英: irreversible reaction）は化学反応の１つ。逆反応が起こらず、一方向に進行する正反応を指す。反応生成物がさらなる化学反応などで消費される、あるいは系外へ除去されるために逆反応が起こらない反応も「反応が不可逆的に進行する」などという。反義語は可逆反応。
反応の始原系に比べ、生成系の自由エネルギーが安定している場合は、逆反応の活性化エネルギーが高くなるため反応は不可逆となる。
始原系と生成系の間に一方向の矢印を書いて化学反応式で表す。
（始原系） → （生成系）
ある条件では不可逆であるような反応も、反応温度を上げる、または適当な触媒の追加で逆反応が無視できなくなり可逆反応となる事がある。
ある始原系から生成系に至るまでに複数の不可逆反応による枝分かれがあり、それらの反応速度比により生成物に選択性が現れた場合、それを「速度論的支配による選択性」という。